# Historia de Tonga
La historia de Tonga se extiende en el tiempo hasta alrededor de 1500 a. C., cuando llegaron los polinesios.
Tonga fue conocida como el Imperio tongano gracias al comercio desarrollado en la Edad Media. Los europeos entraron en contacto con este imperio a partir del siglo XVII.

## Prehistoria

### Cultura lapita (1500a.C. - 900a.C.)

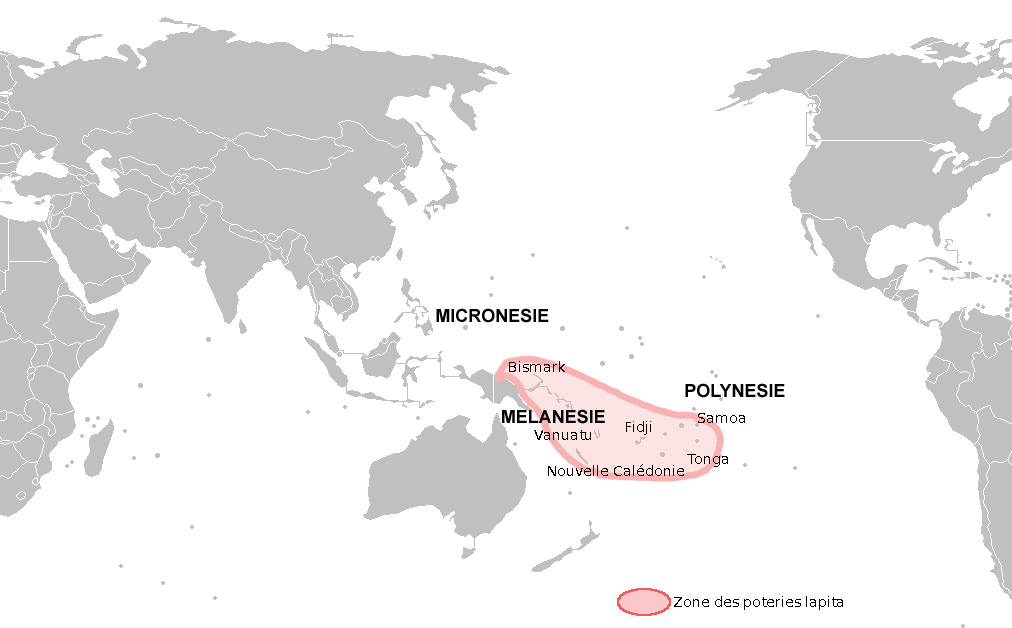
Áreas donde han sido encontrados restos cerámicos de la cultura lapita

Según dataciones por radiocarbono los primeros colonos de Tonga navegaron desde las Islas Santa Cruz como parte de la migración original de hablantes austronésicos (Lapita) que se originó en el sudeste asiático hace seis mil años en el entorno de Papúa Nueva Guinea. La diáspora lapita comenzó en Papúa Nueva Guinea en el año 1500 a. C. y por el año 900 a. C. (2850 a. P.) ya estaban en Tonga.
Los estudios arqueológicos sitúan a Tonga como el lugar conocido más antiguo en la Polinesia con cerámicas características Lapita de hace 2850 a. P. con asentamientos en Tongatapu y Ha'apai. El pueblo Lapita se desarrolló entre las islas de Tonga, Samoa y Fiyi durante 1000 años, antes de que partieran exploradores hacia el este para descubrir las Islas Marquesas, Tahití y finalmente el resto de las islas del Pacífico. Se asentaban en pequeñas comunidades de unos pocos hogares en playas justo por encima de la línea de marea alta que daban a lagunas abiertas o arrecifes. Por esta razón, Tonga, Samoa y Fiyi son descritas por los antropólogos como la cuna de la cultura polinesia y su civilización. Esta expansión fue parte de la expansión austronésica que extendió a los pueblos del sudeste asiático por todo el Pacífico por el este y a través del Océano Índico hasta Madagascar y el este de África por el oeste.
Empleaban útiles con una tecnología muy básica en la que la mayoría de las veces se incluían conchas. Utilizaban suelos volcánicos para obtener andesita y basalto utilizado para la fabricación de azuelas y otros artefactos como aceites para mazas líticas, pesas para tejer, piedras para cocinar y guijarros decorativos para decoración de tumbas.
La cerámica de Tonga se constituía en losas de arcilla andesítica-tefra mezclada con temples de arena calcárea o mineral y cocida a baja temperatura. Los diseños eran más simples que los de los territorios occidentales y evolucionaron desde patrones ornamentados curvilíneos y rectilíneos hacia formas rectilíneas más simples.
Estos polinesios llevaron consigo en sus barcos a sus perros, cerdos, pollos, cerámica y agricultura. Rápidamente se extendieron por las islas de Tonga, y en tiempos modernos (antes de la llegada de los navíos occidentales y los misioneros) llegaron a alcanzar densidades de población de entre 80 y 100 habitantes por km². En el siglo XVIII, Tonga había sido unificada bajo líderes tribales y había formado un imperio marítimo que incluía partes conquistadas en Fiyi. Para entonces, el imperio tongano contaba con una población de alrededor de 40.000 personas. Los tonganos dominaban sus territorios insulares con canoas de guerra que podían transportar hasta 150 guerreros cada una.

### Cultura polinesia (700a.C. - 400a.C.)
La cultura polinesia supuso un cambio en los elementos cerámicos reemplazándolos por vajillas estrictamente utilitarias y sencillas. Las nuevas gentes tonganas evolucionaron a una mayor dependencia de la agricultura y la ganadería. El taro , el ñame , el árbol del pan y el plátano se convirtieron en las principales fuentes de carbohidratos, y los animales domesticados pasaron a representar una parte mucho mayor de la dieta.
El mayor acceso a los alimentos permitió que los asentamientos crecieran alrededor de la mayor parte de la laguna en Tongatapu y las aldeas. Finalmente llegaron al interior de la isla principal. Se han identificado expansiones similares en Niuas y Vava'u. También por estos momentos, en torno al 400 a. C. dejaron de producir cerámica para autoabastecerse con materiales perecederos (madera, cuero, lana y derivados), lo que da inicio a lo que los arqueólogos denominan Edad Oscura.

### Edad Oscura o Periodo Formativo (400a.C. - 1200d.C.)
Poco se sabe sobre este período debido a la ausencia de evidencias arqueológicas. Lo que está claro es que la población siguió creciendo, alcanzando los 17.000 y 25.000 habitantes para la isla de Tongatapu y que a partir de aquí surgieron las jefaturas como método de protección contra la creciente competencia por los recursos. Es posible que Tongatapu se hubiera  consolidado políticamente por un solo individuo de la futura línea familiar Tu'i Tonga, ya que la tradición oral rastrea el linaje de estos reyes a través de 39 individuos que podrían haber comenzado ya en 950 d. C. Sin embargo, el imperio marítimo que se hizo famoso por la tradición oral no comenzó hasta después del 750 d. C.
Siglos antes de la llegada de los occidentales, los tonganos crearon grandes monumentos en piedra, principalmente el Ha'amonga'a Maui y los langi (tumbas). El Ha'amonga tiene cinco metros de alto y está hecho de tres piedras coralinas que pesan más de 40 toneladas cada una. Los langi son pirámides bajas, muy planas, que marcan las tumbas de antiguos reyes.

## Imperio tongano
Desde el siglo X en adelante la expansión y migración tongana supuso la creación de un imperio marítimo acaparando las islas de los actuales estados de Fiyi, Micronesia, Niue , Samoa hasta Islas Salomón. Este gran Estado funcionaba como una red de navegantes, jefes y aventureros que interactuaban entre sí por medio de intercambios comerciales. También se constata su presencia en Hawaii.

Mapa del Imperio de Imperio Tu'i Tonga en el

En el siglo XII el Imperio de Tonga alcanzaba su máximo apogeo con la figura del Tu'i Tonga Momo, teniendo bajo su dominio territorios de Wallis y Futuna, Tokelau, Tuvalu, Rotuma, Nauru, Fiyi, Islas Marquesas, Samoa, Islas Cook, Niue y algunas partes de las Islas Salomón, Kiribati. Este territorio era gobernado desde el actual distrito administrativo de Lapaha, en la isla de Tongatapu. Los tributos o Inasi para los Tu'i Tonga se exigían de todas las jefaturas tributarias del imperio anualmente en Mu'a después de la temporada de cosecha. Este tributo reconocía el papel de los monarcas como seres divinos.
El declive de Tu'i Tonga comenzó debido a numerosas guerras y presiones internas. En el  siglo XIII o XIV, Samoa derrotó al Tu'i Tonga Talakaifaiki bajo el liderazgo de la familia Malietoa. Como medida, se crearon los falefā, asesores políticos del imperio. Inicialmente, los funcionarios falefā lograron mantener cierta hegemonía sobre las otras islas sometidas, pero el aumento del descontento llevó al asesinato de varios gobernantes sucesivamente, especialmente a aquellos que tuvieron un gobierno tiránico. En 1535 d. C., Takalaua, XXIII Tu'i Tonga, fue asesinado por dos extranjeros mientras nadaba en la laguna de Mu'a . Su sucesor, Kau'ulufonua I, persiguió a los asesinos hasta 'Uvea , donde los ajustició.
Debido a tantos intentos de asesinato contra los Tu'i Tonga, Kau'ulufonua estableció una nueva dinastía llamada Tu'i Ha'a Takalaua en honor a su padre y le dio a su hermano Mo'ungamotu'a, el título. Esta nueva dinastía se ocuparía de las decisiones cotidianas del imperio, mientras que la posición de Tu'i Tonga sería la de líder espiritual de la nación, aunque todavía controlaba la última palabra. En 1610, el sexto Tu'i Ha'a Takalaua, Mo'ungatonga, creó el puesto de Tu'i Kanokupolu para su hijo, Ngata, que dividió el gobierno regional entre ellos dos, aunque con el paso del tiempo los Tu'i Kanokupolu se volvieron cada vez más dominantes sobre los poderes de Tonga. Los jefes Kanokupolu supervisaron la importación e institución de muchas políticas y títulos.

### Llegada de los europeos y cristianización
Los primeros europeos en llegar a Tonga fueron los exploradores holandeses Willem Schouten y Jacob Le Maire en 1616. El 21 de enero de 1643 Abel Tasman fue el primer europeo en visitar la isla principal,Tongatapu y Ha'apai después de haber rodeado Australia y Nueva Zelanda. El impacto más significativo lo tuvieron las visitas del Capitán Cook en 1773, 1774 y 1777, seguidas por las de los primeros misioneros de Londres en 1797 y las del metodista wesleyano Walter Lawry en 1822. Por esa época, la mayoría de los tonganos se convirtieron en masa al wesleyano (metodismo) y al catolicismo. Otras confesiones también de cierta presencia fueron las de los pentecostales, los mormones, los adventistas del séptimo día y, más recientemente, la fe bahá'í.

### Presencia española en Tonga

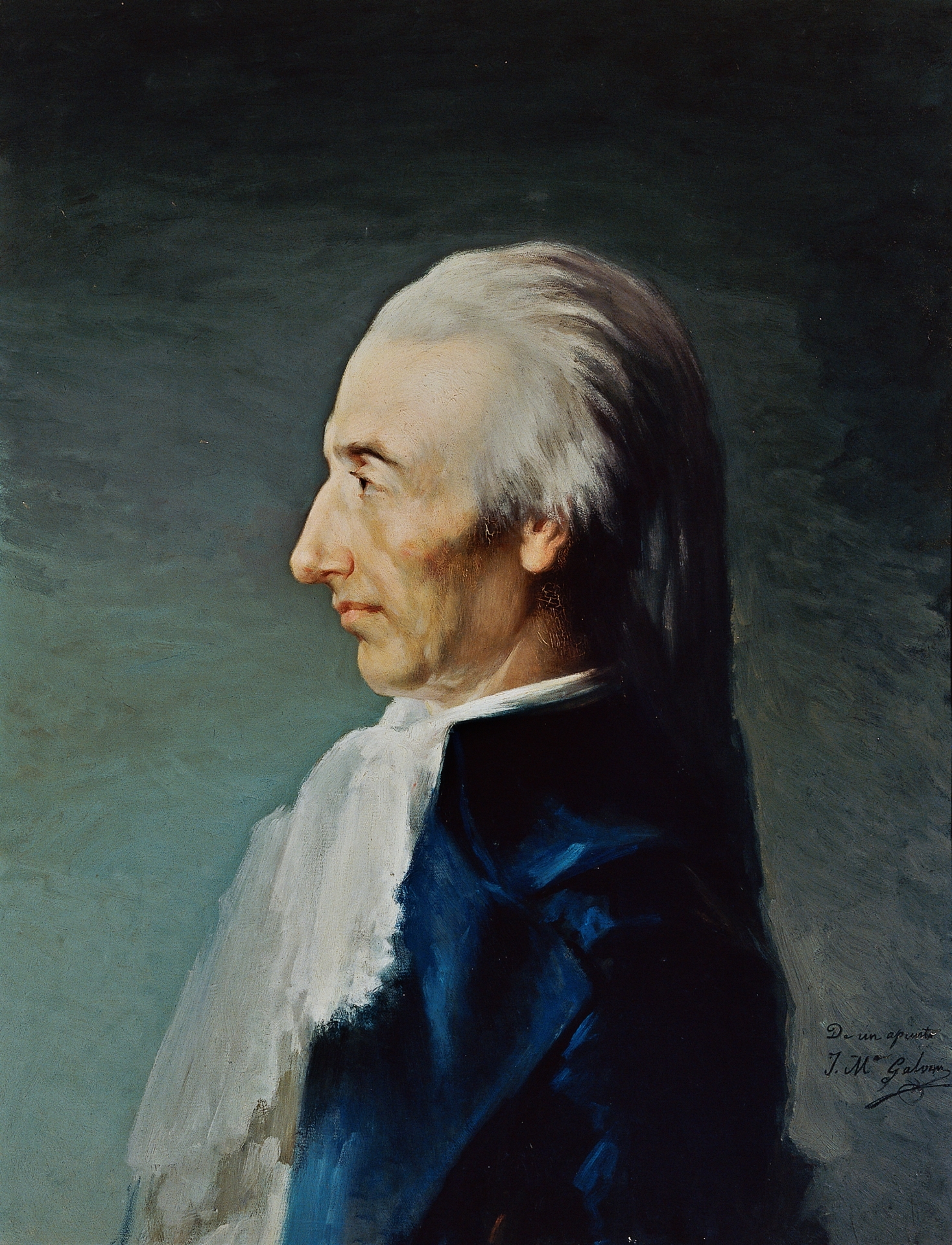
Retrato de Alejandro Malaspina del pintor José María Galván y Candela

Desde finales del siglo siglo XVIII, el Imperio de Tonga contactó en determinadas ocasiones con exploradores españoles que llegaron a sus islas de forma inintencionada en un principio. En noviembre de 1780 trató de desembarcar el gallego Francisco Mourelle en Amargura infructuosamente, alargando el viaje hasta la isla de Late donde son bien recibidos. Desde allí viajan a Vavao. Durante el gobierno de Vuna Tu'i oe Tau, V Tu'i Kanokupolu en Vava'u arribaron los capitanes Alejandro Malaspina y José de Bustamante y Guerra. Todos ellos mantuvieron pequeñas relaciones comerciales entre los Tu'i de Vava'u y Manila con México.

## Unificación
En 1799, el XIV Tu'i Kanokupolu, Tuku'aho fue asesinado, lo cual sumió a Tonga en una guerra civil durante cincuenta años. Finalmente, las islas fueron unidas en un reino polinesio en 1845 por el joven guerrero Tāufa'āhau. Mantuvo el título de Tu'i Kanokupolu, pero fue bautizado con el nombre de Jorge Tupou, asumiendo el título de monarca de Tonga. En 1875, con la ayuda de la misionaria Shirley Baker, declaró Tonga una monarquía constitucional, al tiempo que emancipó a los esclavos, estableció un código de leyes, la posesión de la tierra y la libertad de prensa, y limitó el poder de los jefes.
El 18 de mayo de 1900, para desalentar los avances alemanes, el Reino de Tonga se convirtió en Estado protegido junto con el Reino Unido en virtud de un Tratado de Amistad firmado por George Tupou II después de que los colonos europeos y los antiguos jefes tonganos rivales intentaran derrocarlo.
Tonga es la última monarquía del Pacífico. El actual rey de Tonga, Tupou VI, remonta su línea directamente a través de seis generaciones de monarcas. El rey anterior, Jorge Tupou V, nacido en 1948, siguió teniendo el control final del gobierno hasta julio de 2008. En ese momento, las preocupaciones por las irregularidades financieras y los llamados a la democracia llevaron a renunciar a la mayoría de sus poderes cotidianos el gobierno